# SMS Iltis (1898)
O SMS Iltis foi um navio canhoneira operado pela Marinha Imperial Alemã e a primeira embarcação da Classe Iltis, sendo seguido pelo SMS Jaguar, SMS Tiger, SMS Luchs, SMS Panther e SMS Eber. Sua construção começou em 1897 na Schichau-Werke em Danzig, sendo lançado ao mar em agosto do ano seguinte e comissionado na frota alemã em dezembro. Era armado com quatro canhões de 88 milímetros e seis metralhadoras, possuindo deslocamento de pouco mais de mil toneladas e podendo chegar a uma velocidade máxima de catorze nós.
O Iltis foi designado para a Esquadra da Ásia Oriental logo depois de entrar em serviço, fazendo parte da força alemã que participou da supressão do Levante dos Boxers na China. Ele continuou no serviço colonial no Oceano Pacífico até o começo da Primeira Guerra Mundial em 1914, sendo deliberadamente afundado por sua própria tripulação em 28 de setembro durante o Cerco de Tsingtao para que não fosse tomado pelas forças japonesas.